# Carlo Francesco Durini

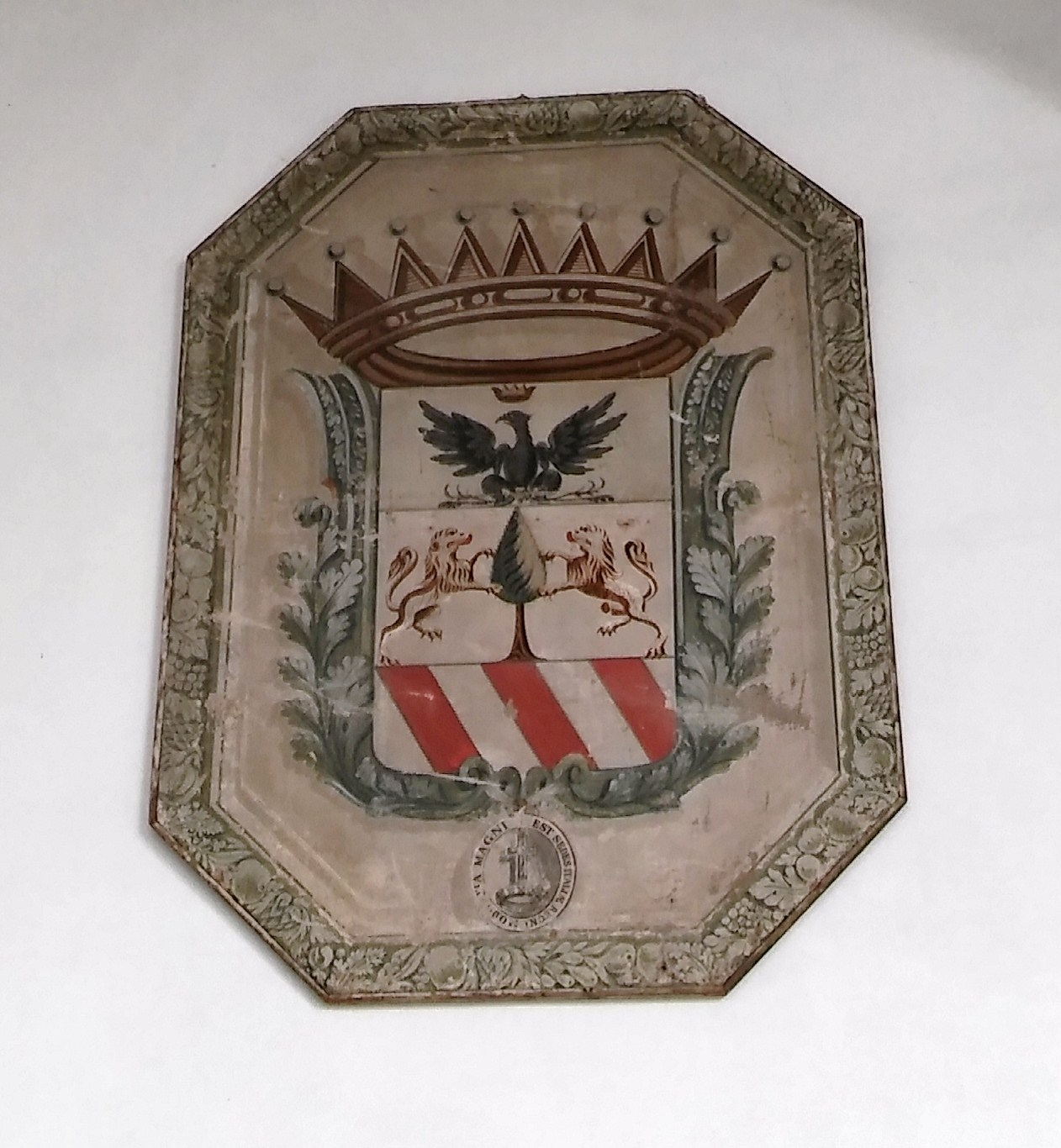
Wappen des Hauses Durini von Monza (Palazzo Durini in Mailand)

Carlo Francesco Durini (* 20. Januar 1693 in Mailand; † 25. Juni 1769 ebenda) war ein italienischer Kardinal der Römischen Kirche.

## Leben
Carlo Francesco Durini war das jüngste von neun Kindern des Giovanni Giacomo Durini, Graf von Monza, und dessen Ehefrau Margherita Visconti. Seine Familie stammte ursprünglich aus Como. Als sein Vorname wird auch lediglich Carlo angegeben.
Bereits früh war für ihn die kirchliche Laufbahn bestimmt. Er wurde nach Rom gesandt, wo er seine erste Ausbildung am Collegio Clementino der Somasker erhielt. Anschließend studierte er an der Universität Pavia und wurde dort am 24. April 1714 zum Doctor iuris utriusque promoviert. Carlo Francesco Durini kehrte nach Rom zurück und wurde dort Geheimer Kammerherr des Papstes Clemens XI. Am 20. August 1723 trat er als Referendar in den Dienst der Apostolischen Signatur und wurde zugleich Hausprälat Seiner Heiligkeit. Die Priesterweihe empfing Carlo Francesco Durini am 3. Februar 1725, am 28. Februar desselben Jahres wurde er Gouverneur des seinerzeit zum Kirchenstaat gehörenden Benevent. Später war er nacheinander Gouverneur von Spoleto (1727), Vize-Gouverneur von Fermo (November 1730) sowie ab dem 1. Juli 1732 der Provinz Campagna e Marittima. Von 1735 bis 1739 war er Inquisitor in Malta.
Am 22. Juni 1739 wurde Carlo Francesco Durini zum Titularerzbischof von Rhodus ernannt. Die Bischofsweihe spendete ihm am 5. Juli 1739 in der Kirche San Carlo al Corso in Rom Kardinal Antonio Saverio Gentili; Mitkonsekratoren waren die Kurienerzbischöfe Antonio Maria Pallavicini und Carlo Alberto Guidobono Cavalchini. Am 5. Juli 1739 wurde Carlo Francesco Durini zum Päpstlichen Thronassistenten ernannt. Er war ab dem 12. August 1739 Apostolischer Nuntius in der Schweiz und ab Januar 1744 Nuntius in Frankreich. Papst Benedikt XIV. ernannte ihn am 23. Juli 1753 zum Bischof von Pavia mit dem persönlichen Titel eines Erzbischofs; noch am selben Tage erhielt er das Pallium, da das Bistum Pavia durch ein Apostolisches Breve vom 15. Februar 1743 mit dem Titularerzbistum Amasea vereinigt worden war.
Papst Benedikt XIV. erhob ihn im Konsistorium vom 26. November 1753 zum Kardinalat. Das rote Birett übersandte ihm der Papst mit einer Bulle vom 1. Dezember 1753, den Kardinalshut nahm Carlo Francesco Durini am 5. Dezember desselben Jahres in Empfang, und am 16. Dezember 1753 wurde ihm als Kardinalpriester die Titelkirche Santi Quattro Coronati zugewiesen. Er war Mitglied folgender Kongregationen: der Kongregation für das Tridentinische Konzil, der Kongregation für die Bischöfe, der Kongregation Propaganda fide und der Kongregation für die kirchliche Immunität. Im Bistum Pavia widmete er sich der Reform des Klerus und der Volksfrömmigkeit, er ließ zahlreiche Kirchen instand setzen, namentlich die Kathedrale von Pavia, die ihres hohen Alters wegen in Ruinen stand und von Durinis Vorgänger bereits aufgegeben worden war. Ebenso ordnete er Meliorationsarbeiten an einem etwa zehn Kilometer breiten Uferstreifen an, um den Po in seinem Bett zu halten. Als Kardinal nahm Carlo Francesco Durini am Konklave 1758 teil, bei dem Clemens XIII. zum Papst gewählt wurde. Zum Konklave 1769, das Clemens XIV. zur Papstwürde erhob, konnte er wegen seiner schweren Krankheit nicht mehr nach Rom reisen, allerdings erhielt er bis zum 14. Mai einige Stimmen aus den Reihen der Papstwähler.
Carlo Francesco Durini starb in der Nacht des 25. Juni 1769 in seiner Geburtsstadt Mailand und wurde in der Kathedrale von Pavia beigesetzt.

## Familienbeziehungen
Sein Neffe Angelo Maria Durini (1725–1796) wurde 1776 ebenfalls zum Kardinal erhoben.